# Tamara Stepanowna Safonowa

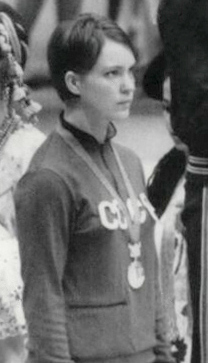
Tamara Pogoschewa, 1968

Tamara Stepanowna Safonowa (russisch Тамара Степановна Сафонова, geboren Fedossowa (Федосова), von 1966 bis 1970 Pogoschewa (Погожева); * 24. Juni 1946 in Moskau) ist eine ehemalige sowjetische Wasserspringerin, die 1968 die olympische Silbermedaille im Kunstspringen gewann.
Unter ihrem Geburtsnamen nahm Tamara Fedossowa an den Olympischen Spielen 1964 in Tokio teil. Im Kunstspringen vom Drei-Meter-Brett belegte sie den fünften Platz hinter Ingrid Engel-Krämer und drei US-Amerikanerinnen. Zwei Jahre später belegte sie bei der Europameisterschaft 1966 den dritten Platz hinter Wera Baklanowa und Delia Reinhardt aus der DDR.
Bei den Olympischen Spielen 1968 in Mexiko-Stadt sprangen neben Tamara Pogoschewa und Ingrid Gulbin (früher Engel-Krämer) erneut drei US-Amerikanerinnen unter die besten fünf Athletinnen. Es siegte die Olympiavierte von 1964 Sue Gossick vor Pogoschewa und Keala O’Sullivan, die am Ende 0,07 Punkte hinter Pogoschewa lag.
Als Tamara Safonowa gewann sie bei der Europameisterschaft 1970 Bronze hinter Heidi Becker und Marina Janicke. Nachdem sie bei den Olympischen Spielen 1972 in München als 17. das Finale verpasst hatte, kehrte sie 1974 noch einmal auf die Medaillenplätze zurück, als sie bei der Europameisterschaft ihre dritte Bronzemedaille in Folge gewann, diesmal hinter Ulrika Knape und Irina Kalinina.